# Tercera expedició de Tamerlà a Coràsmia
La tercera expedició de Tamerlà a Coràsmia (1375) fou la tercera campanya militar del gran conqueridor Timur a Coràsmia, governada per la dinastia sufita de la tribu dels kungrats. Tamerlà va arribar al nord de Kath però va haver de tornar per una revolta i l'expedició no va tenir cap resultat.

## Inicis de l'expedició
Al final de l'hivern Timur va donar ordre de reunir altre cop l'exèrcit anunciant que l'objectiu era Coràsmia. Quan hi van ser tots va fer detenir a Shaikh Muhammad Selduz al que es va interrogar i va confessar el seu pla criminal i fou declarat culpable i fou entregat a Her-i Mulk Selduz, un parent seu, al germà del qual havia matat; ara Her-i Mulk va prendre venjança i el va matar de la mateixa manera. Ali Dervix Jalayir i Muhammad Dervix Jalayir, implicats en la conjura, també foren condemnats a mort i executats. El tuman dels selduz fou donat a Ak Timur Bahadur. L'execució d'Ali Dervix Jalayir i del seu germà Muhammad Dervix Jalayir, fou deguda segurament a que eren rivals potencials d'Adil Shah Jalayir el que seria una senyal per portar a aquest altre cop a l'obediència i amb ell a tots els jalayirs. En l'expedició a Coràsmia el seu còmplice en la conspiració l'amir Turken Arlat (governant de Gurziwan) va desertar (es va retirar cap al seu país al Khurasan, quan després de creuar el Jihun s'anava a trobar amb l'exèrcit imperial, al·legant que en un somni havia vista la seva mort).

## Deserció i mort de Turkan Arlat
Timur va deixar al Akbugha com a governador de Samarcanda i va enviar al Mogolistan a Adil Shah Jalayir, Sarbugha, Eltxi Bugha i Khetai Bahadur (i altres amirs) amb un exèrcit de 30.000 cavallers, amb ordre de buscar a Kamar al-Din; la resta de l'exèrcit imperial es va dirigir cap a Coràsmia. Quan es va saber la deserció de Turken o Turkan Arlat, Timur va enviar a un amir de nom Pulad (probablement Pulad Bugha) a perseguir-lo; van passar per Ankhud i finalment el van atrapar a Faryabon Turkan i el seu germà Turmij Arlat van presentar batalla, però foren derrotats i van haver de fugir; Pulad sol va perseguir a Turkan; aquest, amb el cavall cansat, va desmuntar i va matar el cavall de Pulad d'una fletxa, però la que anava dirigida al propi Pulad no el va tocar; els dos homes van lluitar cos a cos i finalment Turken va morir en el combat (Pulad li va tallar el cap); Aman Serbedal, que havia marxat en persecució del seu germà Turmij, també el va atrapar i el va matar; els dos caps foren enviats a Timur.

## Revolta de l'exercit enviat al Mogolistan
Sarbugha i Adil Shah Jalayir, comandants de l'exèrcit desplaçat al Mogolistan (ja que Timur estava amb la resta de l'exèrcit), no van trobar cap oposició. Portaven un pla preparat per revoltar-se en el que participaven els altres amirs Khetai Bahadur i Eltxi Bugha, tots aliats al governador d'Andijan, Hamdi; van reunir les forces dels jalayirs i quiptxaqs i van atacar Samarcanda, que van assetjar; els habitants es van defensar amb fletxes tant fortament que els assetjants van creure convenient aixecar el setge.

## Timur retorna de Coràsmia
Mentre el governador Akbugha havia enviat un missatger a Timur informant del que passava i Timur, que ja estava una mica més enllà de Kath, nomes saber la notícia va tornar enrere; va enviar per davant al seu fill Jahangir ibn Timur mentre ell seguia al darrere amb el gruix de l'exèrcit; Jahangir va arribar a Bukharà i va disposar les seves forces per la batalla; va esperar als enemics en retirada a un lloc anomenat Kermin i quan van arribar els dos bàndols van entrar en combat; Jahangir els va derrotar. Els vençuts es van dispersar i molts es van refugiar a l'anomenat desert de Quiptxaq, territori de l'Horda Oriental (Horda Blanca si bé esmentada com Horda Blanca en algunes fonts) on governava el tuluïda Urus Khan; més tard van anar al Mogolistan. Timur va anomenar al seu fill Omar Shaikh com a governador d'Andijan. La sort del governador traïdor, Hamdi, no s'indica.